# Exerodonta xera
Exerodonta xera es una especie de anfibios de la familia Hylidae. Es endémica de México.
Sus hábitats naturales incluyen montanos secos, zonas secas de arbustos y ríos. Está amenazada de extinción por la destrucción de su hábitat natural.